# Nancibella quintalae
Nancibella quintalae är en snäckart som först beskrevs av Cox 1870.  Nancibella quintalae ingår i släktet Nancibella och familjen Helicarionidae. Inga underarter finns listade i Catalogue of Life.